# Chascomús Country Club
Chascomús Country Club est une communauté fermée située dans la ville argentine de Chascomús, dans le partido de Chascomús, province de Buenos Aires. Elle est située sur l'accès nord de la ville, à l'intersection de l'autoroute 2 et de la route provinciale 20, à 4 km du centre de Chascomús.

## Histoire
L'urbanisation a été créée en 1978, et consiste en un total de 60 hectares, avec 590 lots de 400 m2. Il est réputé pour avoir un terrain de golf à 9 trous et une bonne infrastructure sociale et sportive, dont 6 courts de tennis, 1 court de terrain de paddle-tennis et 3 terrains de football. Il est prévu de construire un rond-point devant l'accès au quartier.